# Крутогоровский
Не путать с бывшим селом Крутогорово, расположенным поблизости.
Крутогоровский — посёлок в Соболевском районе Камчатского края России. Административный центр и единственный населённый пункт Крутогоровского сельского поселения.

## География
Посёлок находится на берегу Охотского моря, близ устья реки Крутогорова, на расстоянии 85 км к северо-западу от села Соболево, административного центра района.

## История
Посёлок основан в 1929 году. Своё название получил по расположению на берегу реки Крутогорова.

## Крутогоровское сельское поселение
Статус и границы сельского поселения установлены Законом Камчатской области от 22 октября 2004 года № 224 «Об установлении границ муниципальных образований, расположенных на территории Соболевского района Камчатской области, и о наделении их статусом муниципального района, сельского поселения».

## Население
| 2002 | 2010 | 2012 | 2013 | 2014 | 2015 | 2016 | 2017 |
| ---- | ---- | ---- | ---- | ---- | ---- | ---- | ---- |
| 588  | ↘387 | ↗390 | ↘381 | ↘378 | ↘375 | ↗382 | ↘381 |
| 2018 | 2019 | 2020 | 2021 | 2023 |      |      |      |
| ↘370 | ↘349 | ↗358 | ↘215 | ↘212 |      |      |      |

## Улицы
- ул. Заводская,
- ул. Заречная,
- ул. Набережная,
- ул. Рыбацкая,
- ул. Сахалинская.

## Инфраструктура
В посёлке действуют школа, детский сад «Ромашка», больница на 5 коек, библиотека, магазины.
В Крутогоровском построено 10 многоквартирных домов, составляющих 2/3 жилого фонда. Общая протяжённость улично-дорожной сети — 4,5 км.

## Известные уроженцы
- Сонин, Виктор Владимирович (1934—2016) — советский и российский историк и юрист. Доктор исторических наук.